# Kungsör (comune)
Kungsör è un comune svedese di 8 087 abitanti, situato nella contea di Västmanland. Il suo capoluogo è la città omonima.

## Località
Nel territorio comunale sono comprese le seguenti aree urbane (tätort):
- Kungsör
- Valskog

## Amministrazione

### Gemellaggi
- Spydeberg